# Archontophoenix tuckeri
Archontophoenix tuckeri är en enhjärtbladig växtart som beskrevs av John Leslie Dowe. Archontophoenix tuckeri ingår i släktet Archontophoenix och familjen Arecaceae. Inga underarter finns listade i Catalogue of Life.

## Bildgalleri

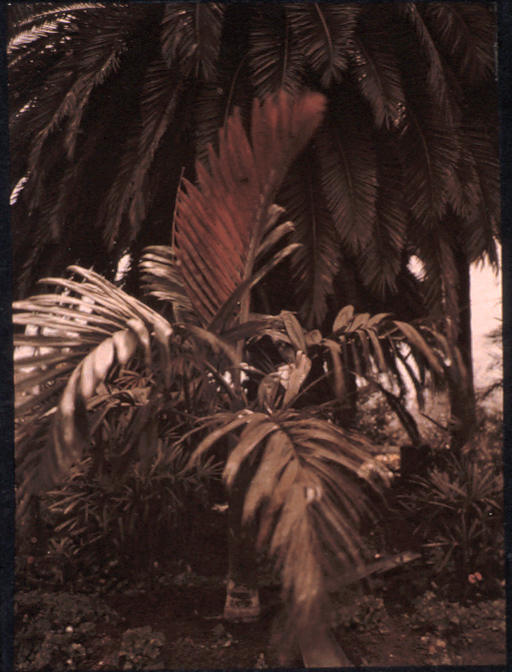